# Jan Tchórznicki
Jan Antoni Tchórznicki (ur. 2 stycznia 1908 w Poznaniu, zm. 16 maja 1972 we Freeport na Bahamach) – polski wojskowy, komandor podporucznik Polskich Sił Zbrojnych.

## Przebieg służby
Był synem Antoniego Bronisława Tchórznickiego (1878-1928) i Marii Teodory z d. Kozerskiej (1881–1945). Ok. 1930 ukończył Szkołę Podchorążych Marynarki Wojennej w Toruniu.
Od 1932 referent w Dowództwie Floty. Następnie oficer artylerii w Dowództwie Obrony Wybrzeża Morskiego w Gdyni (od września 1934 do 25 sierpnia 1935). Potem był oficerem kursowym podczas kursu szkoleniowego oficerów Marynarki Wojennej – rocznik ósmy od lipca 1935 do października 1938 i dziewiąty od lipca 1935 do października 1938.
Następnie został oficerem wachtowym na ORP „Iskra” – pierwszy rejs odbył w dniach 30 sierpnia – 23 listopada 1932 na Azory. W kolejnym rejsie był już oficerem nawigacyjnym podczas tzw. rejsu kandydackiego. Następnie był oficerem kursowym podczas dziewiątego rejsu ORP Iskra (20 maja – 23 września 1936) na Azory i Morze Śródziemne.
Później Tchórznicki był członkiem załogi ORP „Burza”, na którym pełnił służbę podczas wybuchu II wojny światowej i przedostał się do Wielkiej Brytanii. W październiku 1938 został I oficerem artylerii na tym okręcie, a od 5 do 16 czerwca 1940 oraz od 30 listopada 1940 do 22 stycznia 1941 sprawował tymczasowo funkcję dowódcy tej jednostki. Od lipca 1940 do 9 marca 1942 był zastępcą dowódcy okrętu. Następnie, od 22 maja 1942 do 14 czerwca 1943 był dowódcą ORP Krakowiak.
Od 24 maja 1943 do stycznia 1945 pełnił funkcję I oficera Sztaby Komendy Morskiej „Południe” Plymouth (działającej w latach 1942–
1947). Był także nieetatowym wykładowcą w Szkole Podchorążych Marynarki Wojennej i w Szkole Podchorążych Rezerwy Marynarki Wojennej w Bickleigh (od 15 października 1943 do stycznia 1945). W okresie od 6 stycznia do 25 listopada 1945 był dowódcą ORP „Piorun”. Potem, w latach 1946–1947 był komendantem Centrum Przeszkolenia Zawodowego Marynarki Wojennej.

## Awanse
- 15 sierpnia 1930 – podporucznik marynarki
- 1 stycznia 1933 – porucznik marynarki
- 19 marca 1938 – kapitan marynarki
- 19 maja 1943 – komandor podporucznik
- 29 marca 1946 – komandor porucznik

## Ordery i odznaczenia
- Krzyż Srebrny Orderu Virtuti Militari nr 8960[14]